# Historia de los heterodoxos españoles
La Historia de los heterodoxos españoles es una obra de Marcelino Menéndez Pelayo publicada entre 1880 y 1882. Enmarcada en las reflexiones sobre el ser de España típicas del siglo XIX, el libro trata, con una gran erudición, sobre la relación entre catolicismo y la hispanidad. No intenta ser una obra de historia de las religiones, sino que el autor toma activamente una postura como católico identificando todo lo no católico como no español. Ha sido considerada desde entonces una obra de referencia para la derecha cultural, y contestada, en consecuencia, por sectores intelectualmente afines a la izquierda.

## Publicación
Impulsada bajo la iniciativa de Gumersindo Laverde, se remonta a sus años de estudiante. Laverde pensaba solamente en que su discípulo escribiese una serie de semblanzas de herejes o heterodoxos españoles célebres. Pero, como siempre, en manos de Menéndez Pelayo fue mucho más. La obra resultó de ocho tomos de un promedio de más de 500 páginas cada uno. Su primera edición fue publicada por Cándido Nocedal en su librería de San José, editorial del diario carlista El Siglo Futuro.

## Contenido
Comienza con la vida espiritual de España hasta el siglo XV, en lo que se separaba de las enseñanzas de la Iglesia católica: el arrianismo de algunos monarcas visigodos y el adopcionismo de Elipando. A continuación se refiere a la época del Renacimiento y analiza detalladamente el brote y extensión de las ideas de la Reforma protestante y de los alumbrados y erasmistas en España, su persecución, ejecución y censura por la Inquisición, su huida a Europa y traducción de la Biblia al español y la posterior persecución de los judaizantes y las hechicerías durante los siglos XVI y XVII.
Por último, se refiere a los ilustrados, deistas y afrancesados del siglo XVIII, su filosofía y política, y la penetración de la acción anticatólica en España; la influencia de la Revolución francesa y del liberalismo progresista, y se enfrenta con las doctrinas e ideas de sus contemporáneos librepensadores, protestantes y krausistas, que él considera inadmisibles, reprochándoles aquello que él considera como actividades antiespañolas.